# Itene jezik
Itene jezik (ISO 639-3: ite; iteneo, itenez, more), danas već izumrli jezik porodice čapakura, kojim su govorili Itene Indijanci na sjeveru bolivijskog departmana Beni, gdje se sastaju rijeke Mamoré i Itenez.
Etnički ih ima 108 (Adelaar 2000). Itene pripada guaporskoj podskupini (po rijeci Guapore uz koju se govore) koja se po njima naziva i itene ili centralnočapakuranska, a uz njega obuhvaća i jezike kumaná, kabixí i uanham (wanham).

## Vanjske poveznice
- Ethnologue (14th)
- Ethnologue (15th)
- The Itene Language